# 奇斯托波爾
55°22′N 50°38′E / 55.367°N 50.633°E
奇斯托波爾（俄语：Чи́стополь）是俄羅斯韃靼斯坦共和國中部的一個城市，位於卡馬河（古比雪夫水庫）左岸，距離首府喀山140公里。2002年人口63,029人。
1781年設市。